# New Plymouth (Idaho)
New Plymouth város az Amerikai Egyesült Államok Idaho államában, Payette megyében. Lakosainak száma 1494 fő (2020. április 1.).

## Népesség
A település népességének változása:

| 2010 | 1 538 |
| 2020 | 1 494 |